# Hypocrita glaucans
Hypocrita glaucans är en fjärilsart som beskrevs av Stoll 1837. Hypocrita glaucans ingår i släktet Hypocrita och familjen björnspinnare. Inga underarter finns listade i Catalogue of Life.